# Капелько, Владимир Феофанович
Влади́мир Феофа́нович Капе́лько (Капеля) (19 июня 1937 года, Красноярск — 28 сентября 2000 года, Абакан) — советский и российский художник, поэт, археолог, этнограф, альпинист, общественный деятель. Член Союза художников СССР, Российской Федерации (1971 год). Заслуженный художник России (2000 год).

## Биография
Родился в Красноярске в семье рабочих-печников, в 1958 году окончил художественную школу, в 1963 году — Красноярское художественное училище имени В. И. Сурикова по специальности «Учитель рисования и черчения». Под руководством Е. С. Кобытева, Владимир Капелько и другие учащиеся художественного училища создали мозаику «Красноярская Мадонна» на фасаде и барельефные картины внутренних залов к/т «Родина» в Красноярске. В 1964—1970 годах работал в художественных мастерских Красноярска. В 1966 году после операции на легких, лечился в Крыму. В пеших странствиях исходил Эвенкию, Таймыр, Чуйский тракт, Хакасию, Туву, сплавлялся по Ангаре, Енисею, путешествовал по Сахалину, Прибалтике, Крыму. В 1971 году гонял скот из Монголии в Россию. Свои впечатления отразил в многочисленных стихотворениях, создал несколько тысяч живописных и графических работ.
Участник художественных выставок с 1963 года — в Красноярске, Москве, Санкт-Петербурге, Омске, Барнауле, Томске, Минусинске, Абакане.
В 1970 году впервые приехал в Хакасию, работал в археологических экспедициях М. А. Дэвлет, Э. Б. Вадецкой, Э. А. Севастьяновой. Как художник и археолог, чтобы спасти наследие древних художников, в 1973 году изобрел ныне всемирно известный метод эстампажного копирования наскальных рисунков на микалентную бумагу («метод В. Ф. Капелько»). Таким методом были скопированы петроглифы рек Маны, Абакана, Тубы, Среднего и Верхнего Енисея. Выполнены эстампажные копии Сулекских, Оглахтинских, Шалоболинских писаниц. «Петроглифы — это в первую очередь произведения изобразительного искусства, — писал В. Ф. Капелько. — Я попытался их копировать — не для науки, а просто любя и уважая труд художников всех времен и народов».
По свидетельству учёных, метод помог в изучении петроглифов в зоне затопления Красноярского и Саяно-Шушенского водохранилищ, затем его активно стали использовать археологи, работники музеев. Часть эстампажной коллекции В. Ф. Капелько, которой надлежало храниться в Хакасском национальном музее имени Л. Р. Кызласова, в 1990-х годах контрабандным путём была поэтапно вывезена за рубеж (возвращена в Хакасию в 2011 году).
С 1983 года поселился в Абакане, ближе к манившим его древностям Хакасии. Новаторским стало создание (вместе с женой, историком Э. А. Севастьяновой) археологической экспозиции Хакасского краеведческого музея, включающей художественную реконструкцию архаического культового пространства (1977—1983), затем — Минусинского краеведческого музея имени Н. М. Мартьянова (1986—1989). Экспозиции позволили увидеть не только исторический, но и художественный аспект сибирских древностей. В 1990 году участвовал в оформлении экспозиции выставки «Советская Россия» в Швеции. Занимался возрождением художественных промыслов Сибири.
Коллекция «Петроглифы Древней Хакасии» выставлялась в Швеции, Красноярске, Алма-Ате, Фрунзе, Новосибирске, Абакане.
Работы Капелько хранятся в музеях Москвы, Томска, Минусинска, Абакана, Красноярска, в частных коллекциях России, за рубежом (в Италии, Польше, США, Швеции). С 2001 по 2005 год действовал музей В. Ф. Капелько в Абакане. Живописные работы художника большей частью связаны с этнической культурой народов Саяно-Алтая: «Тагарские курганы», «Камни памяти», «Шишкинская писаница», «Хорошо в Туве», «Черногорские пасторали», «Дом, в котором я живу» и другие. Много работал в области книжной графики.
Оказал влияние на целый пласт современных художников, увлечённых сибирской архаикой, в Абакане, Красноярске, Новосибирске, Омске, Ханты-Мансийске, Барнауле, Горно-Алтайске.
Награждён медалями «Ветеран труда», «В память 850-летия Москвы», за заслуги перед отечественной космонавтикой — медалью имени Ю. А. Гагарина.
Ежегодно в России устраиваются выставки, посвящённые творческому наследию В. Ф. Капелько.